# Arnau Griso
Arnau Griso fue un dúo musical español, formado en 2011 por Arnau Blanch (1993) y Eric Griso (1990) en la localidad catalana de San Cugat del Vallés. 
Su álbum debut fue Revolución Bananera (2018). Además, han publicado varias versiones acústicas de canciones propias, en las que tratan temas cotidianos con un tono humorístico y distendido.

## Historia
En 2011, Arnau Blanch y Eric Griso empezaron a colgar vídeos musicales en clave de humor en un canal de YouTube. Su tema One euro one party fue el primero en hacerse viral en la plataforma y consiguió más de un millón y medio de visualizaciones. Desde entonces, empezaron a colgar esporádicamente canciones dirigidas a sus amistades.
En 2014, sin embargo, la canción que habían colgado en el canal llamada Es gratis empezó a popularizarse y consiguió muchas visualizaciones. Los temas posteriores continuaron en esta línea y, después de rechazar varias ofertas de discográficas, finalmente se decidieron a publicar un primer disco con Sony Music llamado Revolución Bananera, publicado en septiembre de 2018. El disco llegó a ser número dos en las listas de ventas de España. Además, desde 2016 han ido sacando varias versiones acústicas de las canciones del álbum.
En 2019, el grupo publicó tres temas inéditos en forma de sencillos: Quiero, quiero y quiero, Yo y Nada Que Añadir. En 2021 publicaron también las respectivas versiones acústicas.
En 2020 colaboraron con La Pegatina con la canción Dejarse la piel y con David Otero y Nil Moliner en Una Vez Más.
En 2022, tras lanzar su segundo álbum, Eric Blanch (2021), y hacer una gira de despedida, se separaron de manera amistosa.

## Discografía

### Álbumes
- 2018: Revolución Bananera
- 2021: Eric Blanch

### Sencillos
- 2016: Es gratis (acústico)
- 2017: Para que el mundo lo vea (acústico)
- 2018: El gusto es mío
- 2018: Para que el mundo lo vea
- 2019: Desamortil (acústico)
- 2019: Ser y Estar (acústico)
- 2019: Mil Meses (acústico)
- 2019: Quiero, quiero y quiero
- 2019: Yo
- 2019: Nada Que Añadir
- 2020: Dejarse la piel (con La Pegatina)
- 2020: Una Vez Más (con David Otero y Nil Moliner)
- 2021: Quiero, quiero y quiero (acústico)
- 2021: Yo (acústico)
- 2021: Nada Que Añadir (acústico)
- 2021: Don Micilio
- 2021: Pocho
- 2021: Del Uno al Diez
- 2021: Eric Blanch